# Francolin somali
Vous lisez un « article de qualité » labellisé en 2013.
Pternistis ochropectus · Poule du Day
Espèce
Statut de conservation UICN

 CR B1ab(i,ii,iii,v) : 
En danger critique
Statut CITES
Le Francolin somali (Pternistis ochropectus) est une espèce d'oiseaux de la famille des Phasianidae. Son plumage est globalement brun-gris, avec des rayures et des stries blanches sur ses parties inférieures, qui deviennent plus fines vers les parties supérieures. L'oiseau a des marques noires sur la tête et une couronne grise. Il mesure 35 cm de long, avec une courte queue, et pèse 940 g. Il peut être trouvé en petits groupes et est extrêmement farouche. Il se nourrit de baies, de graines et de termites, et se reproduit entre décembre et février.
En 2013, cet oiseau n'est connu que dans deux sites de Djibouti, dont l'un est en grande partie non étudié. Son habitat naturel est constitué des forêts sèches subtropicales ou tropicales de haute altitude, composées principalement de Genévrier d'Afrique. Ces forêts de genévriers sont en voie de disparaître, et l'oiseau peut être trouvé dans d'autres habitats comme les forêts de buis. Le Francolin somali est considéré comme une espèce « en danger critique d'extinction », ayant subi un déclin de sa population de 90 % en vingt ans. La dégradation de son habitat par les perturbations anthropiques telles que le surpâturage constitue une grave menace pour la survie de ce francolin. Des efforts sont faits pour sa conservation, comme la restauration d'une forêt de genévriers, et des enquêtes de terrain sont entreprises pour préciser les effectifs et pour sensibiliser les populations locales.

## Description
Ce francolin est un oiseau gros et rond, mesurant environ 35 cm de long pour un poids de 940 g,. Il est gris-brun avec des rayures et des stries blanches sur ses parties inférieures, qui deviennent plus fines vers les parties supérieures et la tête ; le plumage est plus foncé sur le dos que sur la face inférieure. La nuque a une nuance fauve, tandis que le sommet de la tête est gris. Le front, les lores et le trait oculaire forment un masque noir ; le menton et la gorge sont blanchâtres. Les yeux sont bruns. Les plumes sur le corps et le cou sont de couleur dorée ou paille en leur centre, avec du brun foncé entourant cette zone et enfin du blanc suivant le bord externe de la plume. La queue est courte. Le bec est noir avec un peu de jaune sur la mandibule inférieure, et les pattes du Francolin somali sont jaune verdâtre.
Les sexes sont semblables, mais les mâles sont en moyenne légèrement plus grands que les femelles et ils possèdent deux ergots proéminents sur les jambes, tandis que la femelle n'en a pratiquement pas. Les femelles ont également plus de roux dans les plumes de leur queue. Le juvénile ressemble aux adultes, mais il est plus terne et barré de chamois plutôt que strié sur les parties inférieures.
Aucun autre francolin ne vit dans la région où se trouve le Francolin somali même si le Francolin à cou jaune (Pternistis leucoscepus) vit également à Djibouti. Il ne peut donc être confondu avec aucun autre oiseau.

## Écologie et comportement
Le cri d'appel du Francolin somali est une crécelle en erk erk erk-kkkkkkkk qui décroît en un gargouillement. Les oiseaux qui se nourrissent en groupe émettent de petits gloussements.
Cette espèce vit en petits groupes et est très farouche, restant souvent dans la végétation dense pour éviter d'être repérée, et son écologie est donc très peu étudiée. Pendant les mois les plus chauds, le Francolin somali pourrait migrer des altitudes plus basses vers les plus élevées des forêts de genévriers. Son principal prédateur est la Genette commune (Genetta genetta). L'oiseau est le plus actif entre 6 et 9 heures du matin, et il est le plus susceptible d'être entendu à ce moment de la journée. Après cela, il peut passer la plupart de la journée perché immobile dans un arbre, à des hauteurs de 5 à 8 mètres. Il se nourrit de baies, de graines, de termites et de figues. Il gratte le sol pour recueillir les graines et, quand il trouve une zone retournée par les phacochères, retourne un peu la terre pour dénicher les termites.
Le Francolin somali est monogame et se reproduit entre décembre et février. Un seul nid est connu ; dépression peu profonde dans la terre et tapissée d'herbe, elle était située sur une corniche de montagne. Les populations locales disent que la ponte compte généralement 7 à 9 œufs, mais ce chiffre n'est pas confirmé.

## Répartition et habitat

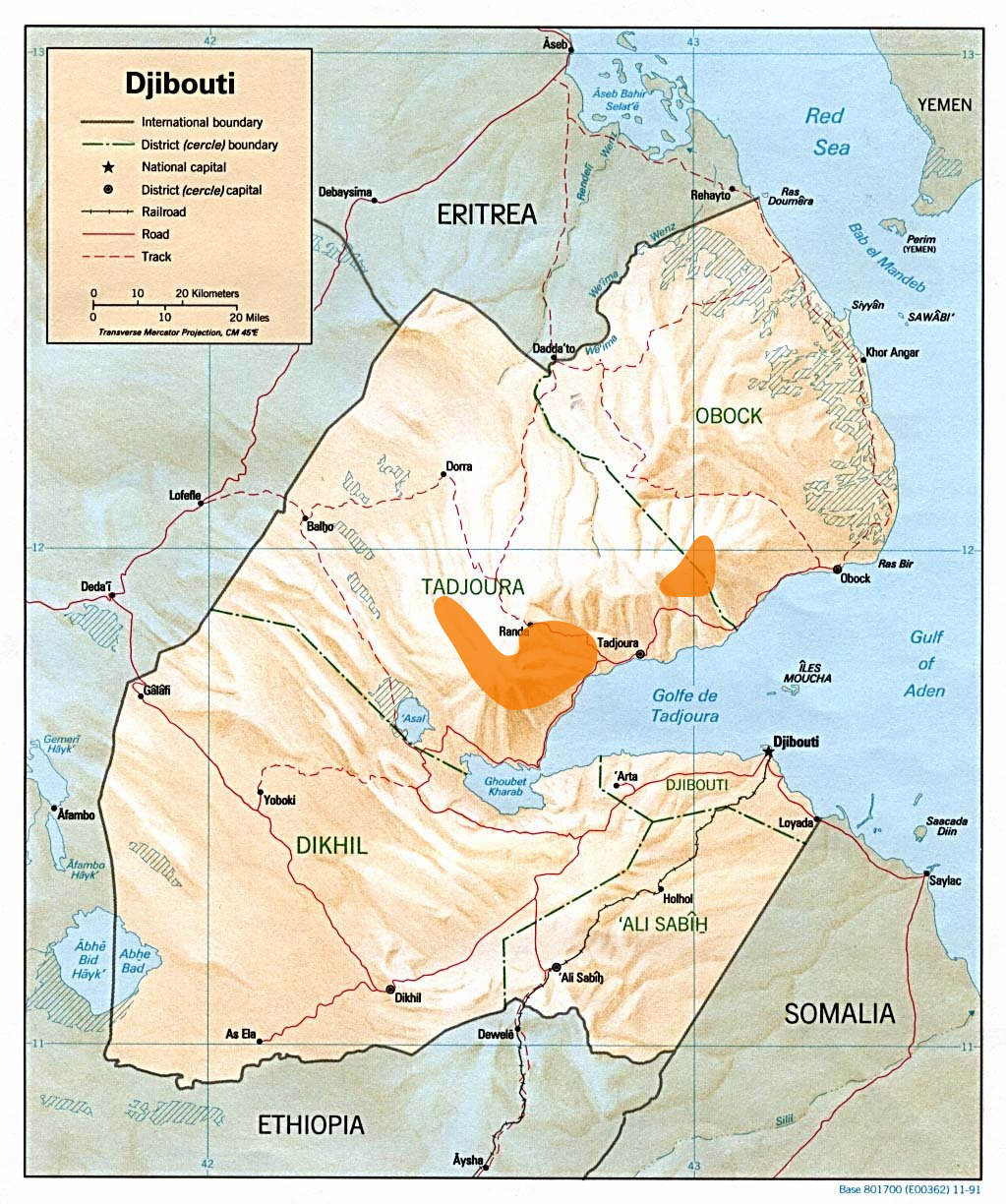
Répartition du Francolin somali à Djibouti. Les monts Goda sont dans la zone la plus à l'ouest ; les monts Mabla sont au nord-est.

Le Francolin somali est endémique de Djibouti, un pays d'Afrique de l'Est où il n'est présent que dans deux sites. Le premier site se trouve dans les monts Goda de la forêt de Day, à environ 25 km au nord du golfe de Tadjourah. Cet habitat, qui couvre seulement 14 à 15 km2, est en train de changer. L'autre site est situé dans les monts Mabla, à 80 km au nord de la forêt de Day et reste non étudié,. Ce site a été davantage exposé aux perturbations des activités humaines que la forêt de Day, et il est donc considéré comme moins viable. L'aire de répartition totale du Francolin somali est estimée à 58 km2.
Ce francolin préfère les bois denses de Genévriers d'Afrique (Juniperus procera), avec une canopée fermée, se trouvant entre 700 et 1 780 m d'altitude,,, de préférence sur un plateau. Cet habitat forestier est mêlé de buis Buxus hildebrandtii et d'oliviers africains (Olea europaea africana). Ce francolin a été trouvé dans les forêts secondaires, les forêts de buis Buxus hildebrandtii, et dans les boisements d'acacias Acacia seyal,. Le Francolin somali peut également s'aventurer dans des zones boisées plus ouvertes et dans les oueds après la saison de reproduction,.
Les forêts de genévriers africains ont été en grande partie endommagées ou détruites du fait des activités humaines ; on ignore dans quelle mesure ces forêts mortes peuvent encore servir d'abri au Francolin somali  bien que certains jeunes aient été observés dans ces zones. On considère généralement que ces oiseaux réagissent à la destruction de leur habitat naturel en essayant de trouver un nouveau refuge aussi proche que possible de leur ancien habitat naturel. À la suite de la disparition des genévriers, le buis Buxus hildebrandtii est devenu l'arbre dominant des zones les plus fréquemment habitées par le Francolin somali.

## Taxinomie et systématique
Le type du Francolin somali est collecté dans la forêt de Day le 22 février 1952 par le capitaine Max Albospeyre, commandant militaire du cercle de Tadjourah. Celui-ci donne le spécimen au colonel Chédeville, qui l'envoie au Muséum d'histoire naturelle de Paris, où les ornithologues français Jean Dorst et Christian Jouanin décrivent cette nouvelle espèce plus tard dans l'année sous le protonyme de Francolinus ochropectus dans la revue L'Oiseau et la Revue française d'Ornithologie. En juin et septembre 1953, Chédeville collecte quatre autres spécimens, et quelques informations sur l'habitat de l'espèce, que Dorst et Jouanin publient dans un second papier en 1954. Hubert Gillet collecte encore deux Francolins somalis en 1970, et les envoie lui aussi à Paris.
L'épithète spécifique du Francolin somali est dérivée du latin ochra, « ocre », et de pectus, « poitrine ». Après la description originale, d'autres auteurs proposent le déplacement de l'espèce vers d'autres genres, comme Oreocolinus et Pternistis. Ce dernier compte 23 espèces, et correspond à une tentative de réorganiser le genre Francolinus, qui est passé d'une quarantaine d'espèces à seulement cinq,. Bien que certaines autorités ne prennent pas en compte cette scission du genre Francolinus,, celle-ci est de plus en plus répandue,. La Commission internationale des noms français des oiseaux (CINFO) lui a donné son nom normalisé de « Francolin somali » en combinant « francolin », emprunté à l'italien francolino « sorte de petite perdrix », et l'épithète « somali », adjectif qualifiant aussi bien ce qui est relatif à la Somalie que d'autres pays du golfe d'Aden, dont Djibouti (dont le territoire s'appelait jusqu'en 1967 Côte française des Somalis). L'oiseau est aussi parfois surnommé « poule du Day ».
Le Francolin somali forme une super-espèce avec le Francolin de Jackson (P. jacksoni), le Francolin noble (P. nobilis), le Francolin à cou roux (P. castaneicollis), et le Francolin d'Erckel (P. erckelii). Il est étroitement lié à ces deux dernières espèces et leur est intermédiaire, tant par sa distribution que par ses caractéristiques morphologiques. Certains auteurs ont décrit le Francolin somali comme faiblement distinct des espèces proches, mais son statut d'espèce à part entière a été maintenu,. Le Francolin somali n'a pas de sous-espèces reconnues,.

## Le Francolin somali et l'Homme

### Relations avec les humains
Localement le Francolin somali porte le nom de gogori en somali, ou de kukaace en afar. La majorité des autochtones des zones abritant l'oiseau croient que l'espèce est importante, soit en raison de sa viande, qui peut être consommée par les musulmans, qui constituent le groupe religieux dominant de la région, soit parce qu'il fait partie du patrimoine naturel de la région. Bien que l'espèce soit rarement consommée aujourd'hui en raison de sa rareté, il y a quelques décennies elle était si commune qu'elle était capturée facilement quand elle s'approchait de villages voisins.
Le Francolin somali a été représenté sur deux timbres : l'un de Djibouti de 1989, et un autre du Territoire français des Afars et des Issas, nom que portait alors l'actuelle République de Djibouti, en 1972.

### Menaces et conservation

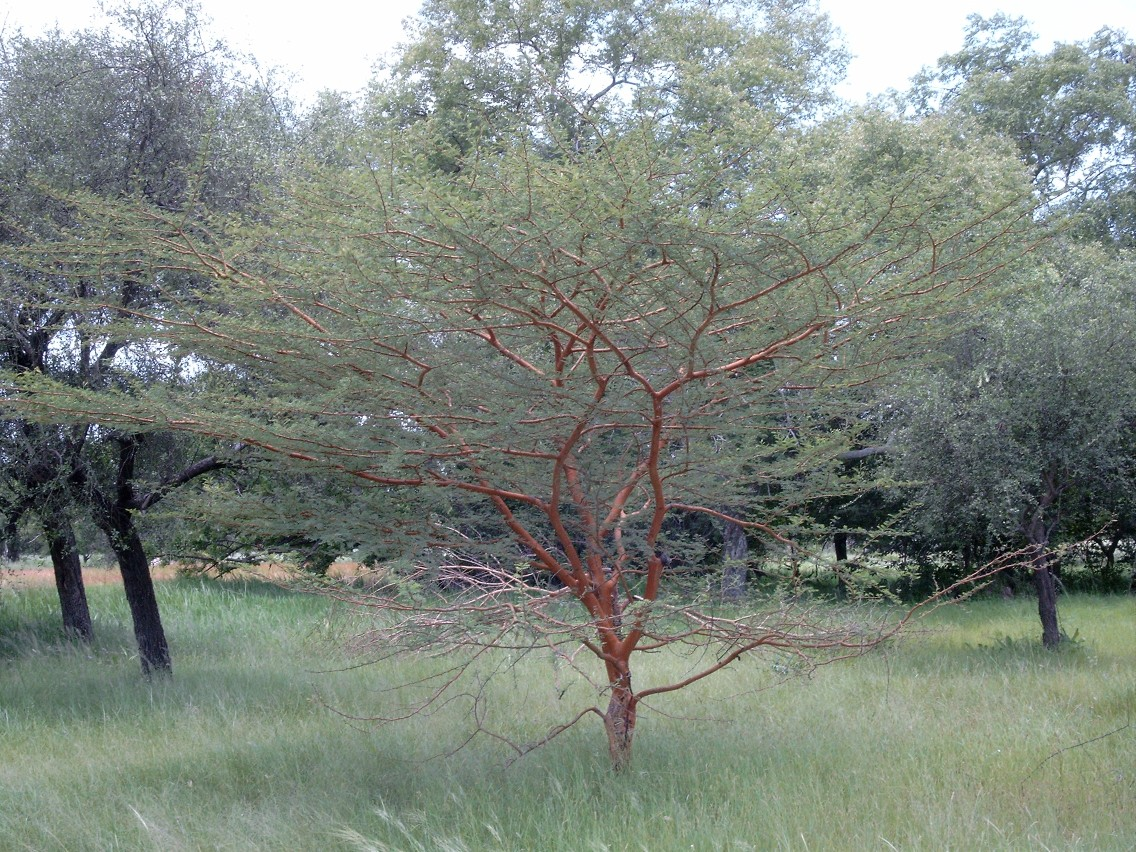
Un bois dAcacia semblable à ceux où le Francolin somali est parfois aperçu.

Cette espèce est considérée comme « en danger critique d'extinction » (CR) selon l'UICN, car sa population a subi un déclin de plus de 90 % en vingt ans. En 1977, ses effectifs étaient estimés à environ 5 600 oiseaux dans la forêt de Day, qui était alors le seul endroit connu pour abriter le Francolin somali. En 1986, cette population était descendue à 1 500 individus. L'espèce est découverte dans les monts Mabla en 1986. Alors que la population des monts Mabla n'a pas encore été étudiée, les effectifs de la Forêt de Day n'ont pas cessé de baisser, et 500 à 1 000 Francolins somalis étaient trouvés en 1998, puis seulement 115 à 135 en 2004. La population totale en 2006 était estimée entre 612 et 723 adultes. Le déclin de la population est difficile à estimer, mais les effectifs semblent décroître de 30 à 49 % toutes les trois générations.
Cette espèce est menacée par la destruction de son habitat. Dans la forêt de Day, 95 % de l'habitat de genévriers qu'elle privilégie est mort ou mourant, incapable d'abriter l'oiseau. Même si la cause de cette destruction reste inconnue, le surpâturage par le bétail, les chameaux et les chèvres a dû y contribuer de façon significative, avec la pluie, le changement climatique, et une maladie fongique. La chasse, la collecte de bois de chauffage, la collecte des œufs, et en général les perturbations humaines sont également soupçonnées d'être des menaces,. Sur les monts Mabla, l'habitat est aussi dégradé par la collecte de bois de chauffage et par le surpâturage.
En 1937, une partie du site de la forêt de Day est devenue le parc national de la Forêt de Day ; cette désignation n'est plus valide. Il y a peu d'études dans la région et sur les questions environnementales et économiques impliquées ; très peu de suggestions faites par les enquêtes existantes ont réellement été mises en œuvre, en partie en raison des troubles à Djibouti depuis le début des années 1990. En mai 2008, 1 000 km2 de forêt près du village de Day ont été plantés pour essayer de restaurer certains habitats du Francolin somali endommagés. Des études sont menées pour déterminer la taille des populations et leur répartition actuelle ; des plans sont mis en place pour étudier le site des monts Mabla, en grande partie inconnu, ainsi que pour savoir si des zones potentiellement favorables existent entre les deux sites connus. En 2009, il était estimé que 108 Francolins somalis vivaient dans les monts Mabla,. Une campagne de sensibilisation dans les écoles locales a eu lieu en 2008 ; des brochures sur l'espèce ont été distribuées largement dans les écoles, les offices de tourisme et dans les départements du gouvernement.